# Ва-банк (Доктор Хаус)
«Ва-банк» (англ. All In)  — сімнадцята серія другого сезону американського телесеріалу «Доктор Хаус». Прем'єра епізоду проходила на каналі FOX 11 квітня 2006. Доктор Хаус і його команда мають врятувати 6-річного хлопчика.

## Сюжет
Під час екскурсії по музею людського тіла у 6-річного хлопчика Ієна Алсона починає йти кров з анального отвору. У Принстон-Плейнсборо доброчинний казино вечір. Вілсон, Хаус і Кадді грають в покер. До Кадді підходиться медбрат і повідомляє про нового пацієнта. Зважаючи на симптоми Кадді вважає, що у хлопчика гастроентерит і призначає лікування. Проте у Хауса була пацієнтка у якої були подібні симптоми і яку він не зміг вилікувати. Отож, доктор Грегорі Хаус вирушає до пацієнта. Він вважає, що у нього синдром Ельцгейма Честера і дає розпорядження на аналізи і тести. Вони виявляються негативними, а у хлопчика починають відмовляти нирки.
Після МРТ голови Кемерон і Форман виявлять утворення в мозку, що вказує на лімфому. Але Чейз не виявив її в крові. Наступною має відмовити печінка (як це було у пацієнтки Хауса). Команда починає давати Ієну всі можливі ліки, щоб вберегти орган. Незабаром хлопчик починає задихатися. Час до смерті все ближче, і ближче... Ієна довелось підключити до системи штучного дихання. Хаус вважає, що відмова легенів могла бути викликаною одним з препаратів, що давались хлопчику, щоб зберегти його печінку. Кемерон думає, що це ентерферон, який міг подіяти як лейкемія. Але Вілсон не виявляє її. Він вважає, що це хвороба Кавасакі. Чейз перевіряє коронарні артерії, які виявляються чистими. Також Чейз випадково знаходить дуже маленьку пухлину. Хаус думає, що її створила хвороба і тому робить біопсію серця. Він бере шматочок пухлини, але у Ієна зупиняється серце. Його повертають до життя, але серце не працювало 8 хвилин, тому, скоріш за все, мозок хлопчика пошкоджений. Кадді відстороняє Хаус і команду від цієї справи. Але він не слухає її і просить команду зробити аналізи пухлини. Шматочок маленький тому аналізів можна зробити максимум три. Перший аналіз на гістоецитоз виявляється негативним. Другий аналіз на туберозний склероз також. Залишився останній шматочок.
Розмірковуючи з Вілсоном Хаус приходить до висновку, що синдром Ельцгейма Честера ховався. Під час першого аналізу хвороба ще не дійшла до прямої кишки. Команда робить аналіз і він виявляється позитивними. Лікування почате і Ієн одужує.